# Remember Twilight
Remember Twilight (dt. sinngemäß „Denkt an das Zwielicht“) ist eine Violin-Rockband aus Stuttgart, die Einflüsse aus Folk-Rock und Kammermusik miteinander vereint. Die Band selbst bezeichnet ihren Stil wegen der härteren Ausrichtung als „Kammermusik-Core“.

## Geschichte
Der Bandname existiert laut bandeigenen Angaben bereits seit 1997.
Über die Jahre erspielte sich die Band als Vorgruppe auf Touren namhafter Bands wie Waltari, Haggard oder Coppelius, sowie Konzerte mit Die Apokalyptischen Reiter, Battlelore, Tanzwut oder Korpiklaani ein wachsendes Publikum und damit auch breiter werdende mediale Aufmerksamkeit.
Mit Produzent Alexander Krull nahmen sie ihr Debütalbum Zerrissen 2004 auf, dass am 20. April 2005 über das Label Rabazco Records wiederveröffentlicht wurde. Dem zweiten Album ging eine EP mit dem Namen Der Tolle Mensch im Jahre 2007 voraus. Am 23. April 2010 erschien schließlich das von Markus Stock produzierte, zweite Album mit dem Namen Musik über Niedergang & Verderben. In dessen Klangschmiede nahm die Band auch ihre EP Reise in die Ungewissheit auf, die 2013 erschien.

## Stil
Harte Gitarrenriffs werden mit Streicherklängen vereint. Der Gesang gestaltet sich äußerst variabel, zeichnet sich aber vor allem auch durch Sprechgesang aus. Der Klang erinnert somit teilweise an frühere Werke von Bands wie Letzte Instanz und Regicide.
Lyrisch thematisiert die Band zum einen die Grauzonen menschlichen Seins, Sinnkrisen, Selbstzweifel und die Suche nach dem eigenen Platz innerhalb der Welt. Darüber hinaus wird aber auch der reale Wahnsinn thematisiert, der uns umgibt – teils unter Einbeziehung von Verweisen auf Philosophie, Kulturgeschichte oder Wirtschaftstheorien, wie im Lied In the Long Run, das John Maynard Keynes’ Diktum In the Long Run We Are All Dead aufgreift.

## Diskografie
- 2003: Der Wahnsinn lebt (Single, CD, Eigenverlag)
- 2004: Zerrissen (Album, CD, Rabazco Records)
- 2007: Der Tolle Mensch (EP, CD, Icare Media Distribution)
- 2010: Musik über Niedergang & Verderben (Album, CD, Echozone / Intergroove)
- 2013: Reise in die Ungewissheit (EP, CD, Echozone / Intergoove)
- 2016: Fünf (EP, CD, Echozone / Intergroove)
- 2020: Geburt einer Tragödie (EP, MP3, Echozone / Intergroove)
- 2021: Galerie des Zwielichts (Kompilation, CD, Echozone / Intergroove)
- 2021: Verdammnis (Single, MP3, Echozone / Intergroove)
- 2022: Das Leben tanzt nicht mehr (Single, MP3, Echozone / Intergroove)

Beiträge auf Kompilationen (Auswahl):
- 2000: Liebliche Musik auf Sinfull Sister & Unholy Sounds (CD, Dion Fortune)
- 2005: Der Wahnsinn auf Gothic Compilation Part XXVIII (2xCD, Batbeliever Releases)
- 2010: Künstler Der Dekadenz auf Gothic Compilation Part XLVII (2xCD, Batbeliever Releases)
- 2010: Zu Real auf Negatief Dark Alliance Vol.7 (CD, Danse Macabre Records)
- 2013: Fleisch & Blut auf New German Rock Vol. 2 (CD, Golden Core Records / ZYX Music)
- 2021: Verdammnis auf Exsanguis Vampire Songs[1] (digital, Eygennutz Records / Broken Silence)

## Musikvideos
- 2013: Welten zu entdecken (Regie/Produktion: Felix Häfner)
- 2016: Willkommen
- 2020: Selbstmord (Regie/Produktion: Shyam Talwar)
- 2021: Im Himmel (Regie/Produktion: Shyam Talwar)
- 2021: Verdammnis (Regie/Produktion: Ommar Gutierrez / Never Asked Films)
- 2022: Das Leben tanzt nicht mehr (Regie/Produktion: Ommar Gutierrez / Never Asked Films)
- 2023: Dunkler Dreiklang[2] (Regie/Produktion: Killian Hollow/Ommar Guiterrez / Never Asked Films)